# التكملة والصلة والذيل لما فات صاحب القاموس من اللغة
التكملة والصلة والذيل لما فات صاحب القاموس من اللغة، وهو كتاب من تصنيف الشيخ أبي الفيض محمد المرتضى الزبيدي، صاحب كتاب تاج العروس من جواهر القاموس، وهو علامة بالحديث النبوي واللغة العربية والأنساب ويعد من كبار المصنفين في عصرهِ، ولد عام 1145 هـ/1732م، في بلجرام وهي بلدة في الهند ونشأ في منطقة زبيد في اليمن، ورحل إلى الحجاز، وأقام بمصر، وأصلهُ من مدينة واسط في العراق، وتوفى بمرض الطاعون في مصر، عام 1205هـ/1790م.
والكتاب من الكتب التي تتناول شرحاً وافياً في المعاجم والقواميس، ويتكون المخطوط من مجلدين ضخمين، ولقد طبعته الهيئة العامة لشؤون المطابع الأميرية في مصر في ثماني مجلدات سنة 1986. وكانت الطبعة الأولى من تحقيق: مصطفى حجازي - محمد مهدي علام - عبد الوهاب عوض الله - عبد السلام محمد هارون - إبراهيم الترزي - ضاحي عبد الباقي.

ومنه نسخة بخط يد المؤلف بخزانة جامعة القرويين بفاس رقمها 1011، وبالمكتبة الأحمدية بجامع الزيتونة بتونس مخطوطة رقمها 3936، وفي معهد المخطوطات العربية بمصر نسختين 62 عن أحمد الثالث 2704/1 و63 عن أحمد الثالث 2704/2.